# جون بالدوين نيل
جون بالدوين نيل (بالإنجليزية: John Baldwin Neil)‏ هو سياسي أمريكي، ولد في 28 يوليو 1842 في كولومبوس في الولايات المتحدة، وتوفي بنفس المكان في 6 أكتوبر 1902. حزبياً، نشط في الحزب الجمهوري. وقد انتخب Governor of the Territory of Idaho ‏ (3 أغسطس 1880 – 2 مارس 1883).